# Acrotaeniostola extorris
Acrotaeniostola extorris är en tvåvingeart som beskrevs av Erich Martin Hering 1942. Acrotaeniostola extorris ingår i släktet Acrotaeniostola och familjen borrflugor. Inga underarter finns listade i Catalogue of Life.